# Doljești
Doljești est une commune roumaine du județ de Neamț, dans la région historique de Moldavie et dans la région de développement du Nord-Est.

## Géographie
La commune de Doljești est située à l'est du județ, à la limite avec le județ de Iași, sur la rive gauche du Siret à 12 km au nord de Roman et à 60 km au nord-est de Piatra Neamț, le chef-lieu du județ.
La municipalité est composée des quatre villages suivants (population en 1992) :
- Buhonca (592) ;
- Buruienești (3 361) ;
- Doljești (1 195), siège de la municipalité ;
- Rotunda (1 498).

## Politique
| Période                                  | Période  | Identité          | Étiquette | Qualité |
| ---------------------------------------- | -------- | ----------------- | --------- | ------- |
| Les données manquantes sont à compléter. |          |                   |           |         |
|                                          | 2012     | Gheorghe Cojocaru | PSD       |         |
| 2012                                     | En cours | Iosif Șoican      | PSD       |         |

| Parti | Parti                        | Sièges |
| ----- | ---------------------------- | ------ |
|       | Parti social-démocrate (PSD) | 8      |
|       | Parti national libéral (PNL) | 6      |
|       | Parti Roumanie unie (PRU)    | 1      |

## Religions
En 2002, la composition religieuse de la commune était la suivante :
- Catholiques romains, 83,14 % ;
- Chrétiens orthodoxes, 16,10 % ;
- Adventistes du septième jour, 0,71 %.

## Démographie
En 2002, la commune comptait 7 293 Roumains (99,95 %). On comptait à cette date 2 064 ménages et 2 015 logements.
| 1992  | 2002  | 2007  |
| ----- | ----- | ----- |
| 6 646 | 7 296 | 7 477 |

## Économie
L'économie de la commune repose sur l'agriculture et l'élevage.